# 1890 en Colombie-Britannique
Chronologie de la Colombie-Britannique
- 1886
- 1887
- 1888
- 1889
- 1890
- 1891
- 1892
- 1893
- 1894

Cette page concerne des événements qui se sont produits durant l'année 1890 dans la province canadienne de Colombie-Britannique.

## Politique
- Premier ministre : John Robson.
- Chef de l'Opposition :
- Lieutenant-gouverneur : Hugh Nelson
- Législature :

## Événements

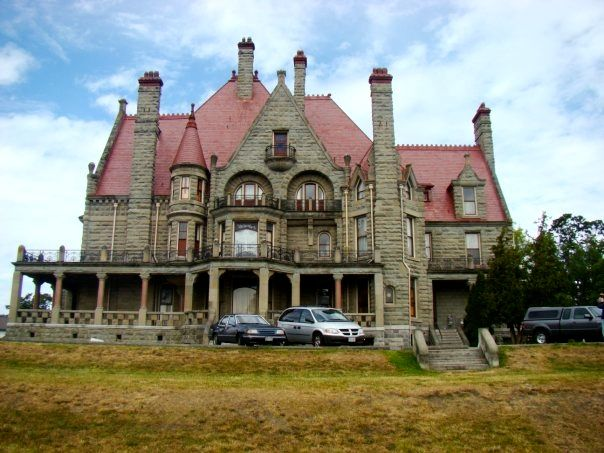
Craigdarroch castle.

- Érection du Diocèse de New Westminster en Colombie-Britannique.
- Achèvement du Craigdarroch Castle, musée de style manoir seigneurial écossais situé 1050 Joan Crescent à Victoria[1].

## Naissances
- 10 décembre : Byron Ingemar Johnson, premier ministre de la Colombie-Britannique.

## Décès
- 3 juin : Louis-Joseph d'Herbomez, premier évêque de l'Archevêque de Vancouver.